# NGC 861
NGC 861 ist eine Spiralgalaxie vom Hubble-Typ Sb im Sternbild Dreieck am Nordsternhimmel. Sie ist schätzungsweise 372 Millionen Lichtjahre von der Milchstraße entfernt und hat einen Durchmesser von etwa 160.000 Lichtjahren.
Im selben Himmelsareal befinden sich unter anderem die Galaxien PGC 8611, PGC 8777, PGC 92855, PGC 2076266.
Das Objekt wurde am 18. September 1865 vom deutsch-dänischen Astronomen Heinrich d’Arrest entdeckt.